# 아서 재피
아서 마이클 재피(영어: Arthur Michael Jaffe, IPA: [ˈɑː(ɹ)θə(ɹ) ˈmaɪkəl ˈdʒæfi], 1937–)는 미국의 수리물리학자다. 클레이 수학연구소를 설립하였고, 양자장론의 수학적으로 엄밀화 연구에 공헌하였다.

## 생애
프린스턴 대학교에서 화학을 전공하였다. 그 뒤 케임브리지 대학교에서 수학을 연구하였고, 다시 프린스턴에서 물리학 박사 학위를 수여받았다.

## 참고 문헌
1. ↑  List of Fellows of the American Mathematical Society